# لكمة الدعاجرة (ردفان)

تعديل مصدري - تعديل

لكمة الدعاجرة هي إحدى قرى عزلة الحبيلين بمديرية ردفان التابعة لمحافظة لحج، بلغ تعداد سكانها 41 نسمة حسب تعداد اليمن لعام 2004.